# Picot de Carolina
El picot de Carolina  o picot de ventre vermell (Melanerpes carolinus) és una espècie d'ocell de la família dels pícids (Picidae) que habita boscos poc densos, vegetació de ribera, pantans i ciutats de la meitat oriental dels Estats Units.
Destaca per la seva capacitat a absorbir una força de 1000 G, la qual cosa li permet de picotejar un arbre 12000 vegades per dia i 85 milliards de vegades en tota la seva vida.